# Andrea Sorrentino
Andre Sorrentino (né le 21 avril 1982) est un dessinateur de bande dessinée italien actif dans l'industrie du comic book américain depuis 2010. 
Il a travaillé sur I…Vampire (en) (2011-2012) et Green Arrow (2012-2014) pour DC Comics, Old Man Logan (en) (2015-2017) pour Marvel Comics et créé avec le scénariste canadien Jeff Lemire Gideon Falls pour Image Comics (2018-2020).

## Récompenses
- 2019 : Prix Eisner de la meilleure nouvelle série pour Gideon Falls (avec Jeff Lemire)[1]